# Финн, Виктор Константинович
Ви́ктор Константи́нович Финн (род. 15 июля 1933, Москва) — советский и российский философ, учёный, доктор технических наук, заведующий отделением интеллектуальных систем РГГУ, член Диссертационного совета Д 002.073.05 по защите докторских диссертаций при ФИЦ ИУ РАН, член редколлегии журнала «Научно-техническая информация», член Научного совета Российской ассоциации искусственного интеллекта, член Международной ассоциации оснований науки, заслуженный деятель науки РФ.

## Биография
Сын писателя и драматурга Константина Яковлевича Финна.
В 1957 г. Виктор Константинович окончил философский факультет МГУ, а в 1966 — механико-математический факультет МГУ. В 1950-е годы — член Московского логического кружка, который покинул вместе с А. А. Зиновьевым и рядом других участников.
С 1957 г. работал в Отделе математической логики лаборатории электромоделирования в Институте точной механики и вычислительной техники АН СССР (зав. лаборатории — Л. И. Гутенмахер); в 1959 Лаборатория вошла в состав ВИНИТИ АН СССР, где он работал главным научным сотрудником, заведующим сектором интеллектуальных систем (зав. отделением — Гиляревский Руджеро Сергеевич). В 2016 году исследовательская группа, возглавляемая В. К. Финном, перешла на работу в Федеральный исследовательский центр «Информатика и управление» РАН.
Тема кандидатской диссертации (1975) — «Логические проблемы информационного поиска», докторской диссертации (1990) — «Правдоподобные рассуждения в экспертных системах с неполной информацией».
С 1989 по 1991 год был членом совета Клуба избирателей АН СССР.
Женат, имеет дочь; увлечение — социология.

### Преподавание
В РГГУ (МГИАИ) с 1979 г.   Читает курс лекций по математической логике и применению логических методов в социологии и социальной психологии в РГГУ, а также заведует отделением интеллектуальных систем в гуманитарной сфере РГГУ.

### Основные направления исследований
- Логика (в частности, многозначные логики, теория правдоподобных рассуждений);
- Логика и философские основания систем искусственного интеллекта;
- Логические основания и методология гуманитарных наук.
- В области исчислений многозначных логик;
- В области многозначных логик аргументации;
- В применении трехзначных логик к анализу логических парадоксов;
- В области алгебраических свойств многозначных логик (в частности, функциональной полноты);
- В теории правдоподобных рассуждений и автоматическом порождении гипотез в интеллектуальных системах;
- Анализ социологических данных в интеллектуальных системах, основанных на операции сходства;
- Формализация многозначных логик, использующий два типа пропозициональных переменных (для булевских и небулевских значений);
- Исследование понятия закономерности на основании последовательностей расширяющихся баз фактов средствами модальных логик.

Разработал концепцию представления интеллектуальной деятельности посредством квазиаксиоматических (открытых) теорий, реализующих правдоподобные рассуждения в решателях задач типа «правдоподобный вывод + достоверный вывод». В решателях этого типа используется ДСМ-метод автоматического порождения гипотез, формализующий и расширяющий индуктивные методы Д. С. Милля. ДСМ-метод является вариантом современной теории индуктивного обучения, в которой используются автоматически порождаемые из фактов аргументы «за» и аргументы «против» исследуемого эффекта (плюс-гипотеза и минус-гипотеза);
Сформулировал новый класс многозначных логик, являющихся формализациями процедур аргументации. Показал, что ДСМ-метод автоматического порождения гипотез есть вариант синтеза познавательных процедур: индукции, аналогии, абдукции и дедукции. Установил, что ДСМ-метод автоматического порождения гипотез есть каузальная аргументация и конструктивная абдукция, уточняющая идею абдуктивного вывода в смысле Ч. С. Пирса. ДСМ-метод автоматического порождения гипотез создал основу для развития точной эпистемологии с познающим субъектом.

## Основные публикации
- Логические проблемы информационного поиска. М.: Наука, 1976. 152 с.
- Алгебры Бочвара и соответствующие им пропозиционные исчисления // Исследования по неклассическим логикам и теории множеств. М., 1979. С. 345—372.
- К формальному определению понятия информационно-поисковой системы // Науч.-техн. информ. Сер. 2, Информ. процессы и системы. 1981. № 5. С. 5-15.
- Информационные системы и проблемы их интеллектуализации // Науч.-техн. информ. Сер. 2, Информ. процессы и системы. 1984. № 1. С. 1-14.
- On Axiomatization of Many-valued Logics Assotiated with Formalization of Plausible Reasoning // Studia Logica. 1989. Vol. 48, № 4. P. 23-47. In coop.: Anshakov O.M., Skvortsov D.R.
- Интеллектуальные системы: проблемы их развития и социальные последствия // Будущее искусственного интеллекта. М., 1991. С. 157—177.
- Гносеологические и логические проблемы исторической науки. М.: Наука, 1995. 176 с. (в соавт. с К. В. Хвостовой)
- Проблемы исторического познания в свете современных междисциплинарных исследований. М.: РГГУ, 1997. 255 с. (в соавт. с К. В. Хвостовой)
- Сост., общ. ред., вступ. ст., авт. ст.: Есенин-Вольпин А. С. Философия. Логика. Поэзия. Защита прав человека: Избранное. М., 1999. 450 с. Из содерж.: Неологицизм — философия обоснованного знания. С.15-31.
- Сост., общ. ред.: Многозначные логики и их применения: Логические исчисления, алгебры и функциональные свойства. Том 1. М.: УРСС, 2008. 416 с.
- Сост., общ. ред.: Многозначные логики и их применения: Логики в системах искусственного интеллекта. Том 2. М.: УРСС, 2008. 240 с.